# Nordic Political Science Association
Die Nordic Political Science Association (NoPSA) ist ein Zusammenschluss der politikwissenschaftlichen Fachgesellschaften von Dänemark (Dansk Selskab for Statskundskab), Finnland (Valtiotieteellinen yhdistys), Island (Félag stjórnmálafræðinga), Norwegen (Norsk statsvitenskapelig forening) und Schweden (Statsvetenskapliga förbundet).
Die NoPSA hat das Ziel, die Politikwissenschaft als Disziplin und die professionelle Zusammenarbeit zwischen Politikwissenschaftlern in den nordischen Ländern zu fördern. Zu ihren Aufgaben zählt:
- Die Publikation der gemeinsamen Fachzeitschrift Scandinavian Political Studies (SPS),[3]
- die Organisation nordischer Kongresse und Workshops,[4]
- die Organisation gemeinsamer Projektgruppen, besonders auf dem Gebiet der Vergleichenden Politikwissenschaft für den nordeuropäischen Raum,
- die Koordination nordischen Zusammenarbeit innerhalb der internationalen Fachorganisationen, insbesondere der International Political Science Association (IPSA) und des European Consortium for Political Research (ECPR).[1]

## Vorstand
Der NoPSA-Vorstand besteht aus je zwei Mitgliedern der politikwissenschaftlichen Verbände von Dänemark, Finnland, Island, Norwegen und Schweden. Er wählt aus seiner Mitte einen Vorsitzenden und ernennt einen Verbandssekretär. Der Vorsitzende wird für einen Zeitraum von drei Jahren gewählt und kann für den folgenden Dreijahreszeitraum nicht wiedergewählt werden. Erster NoPSA-Präsident war 1975 Stein Rokkan von der norwegischen Universität Bergen. Amtierende Präsidentin ist seit August 2021 Eva Heiða Önnudóttir von der Háskóli Íslands.